# Lista de partidos políticos no Reino Unido
Esta é uma lista dos partidos políticos do Reino Unido.

## Partidos políticos

### Partidos políticos com representantes eleitos na Câmara dos Comuns, na Câmara dos Lordes e nos Parlamentos devolvidos
| Nome | Nome |  | Líder                         | Ideologia                                                                                        | Espectro                    | Câmara dos Comuns | Câmara dos Lordes | Assembleia de Londres | Parlamento da Escócia | Senedd  | Assembleia da Irlanda do Norte | Governo local   | Prefeitos diretamente eleitos | Policia e Comissários de Policia |  |
| ---- | --- |  | ----------------------------- | ------------------------------------------------------------------------------------------------ | --------------------------- | ----------------- | ----------------- | --------------------- | --------------------- | ------- | ------------------------------ | --------------- | ----------------------------- | -------------------------------- |  |
|      | Partido Conservador Conservative Party                                                                    |  | Rishi Sunak                   | Conservadorismo liberal, Liberalismo económico, Eurocepticismo                                   | Centro-direita              | 364 / 650         | 258 / 824         | 9 / 25                | 31 / 129              | 16 / 60 |                                | 7 044 / 19 698  | 4 / 25                        | 29 / 40                          |  |
|      | Partido Trabalhista Labour Party(a)                                                                       |  | Keir Starmer                  | Social-democracia, Social liberalismo, Terceira Via                                              | Centro-esquerda             | 198 / 650         | 173 / 824         | 11 / 25               | 22 / 129              | 30 / 60 |                                | 6 026 / 19 698  | 19 / 25                       | 8 / 40                           |  |
|      | Partido Nacional Escocês em gaélico escocês: Pàrtaidh Nàiseanta na h-Alba inglês: Scottish National Party |  | Nicola Sturgeon               | Independentismo escocês, Nacionalismo escocês, Social-democracia, Pró-europeísmo                 | Centro-esquerda             | 45 / 59(b)        |                   |                       | 64 / 129              |         |                                | 407 / 1 227(b)  |                               |                                  |  |
|      | Liberal-Democrata Liberal Democrats                                                                       |  | Ed Davey                      | Social liberalismo, Social-democracia, Liberalismo económico, Centrismo, Pró-europeísmo          | Centro                      | 12 / 650          | 86 / 824          | 2 / 25                | 4 / 129               | 1 / 60  |                                | 2 467 / 19 698  | 2 / 25                        | 0 / 40                           |  |
|      | Partido Unionista Democrático Democratic Unionist Party                                                   |  | Jeffrey Donaldson             | Conservadorismo, Conservadorismo social, Unionismo, Eurocepticismo                               | Centro-direita a Direita    | 8 / 18(c)         | 5 / 824           |                       |                       |         | 27 / 90                        | 122 / 462(c)    |                               |                                  |  |
|      | Sinn Féin                                                                                                 |  | Mary Lou McDonald             | Socialismo democrático, Republicanismo irlandês, Nacionalismo irlandês                           | Esquerda                    | 7 / 18(c)(d)      |                   |                       |                       |         | 26 / 90                        | 104 / 462(c)    |                               |                                  |  |
|      | Plaid Cymru Partido de Gales                                                                              |  | Adam Price                    | Independentismo galês, Nacionalismo galês, Socialismo democrático, Social-democracia, Ecologismo | Esquerda a Centro-esquerda  | 3 / 40(e)         | 1 / 824           |                       |                       | 13 / 60 |                                | 194 / 1 253(e)  |                               | 1 / 4(e)                         |  |
|      | Partido Social Democrata e Trabalhista Social Democratic and Labour Party                                 |  | Colum Eastwood                | Social-democracia, Nacionalismo irlandês                                                         | Centro-esquerda             | 2 / 18(c)         |                   |                       |                       |         | 12 / 90                        | 55 / 462(c)     |                               |                                  |  |
|      | Partido Alba em gaélico escocês: Pàrtaidh Alba inglês: Alba Pairty                                        |  | Alex Salmond                  | Independentismo escocês, Nacionalismo escocês                                                    | Centro-esquerda             | 2 / 59(b)         |                   |                       | 0 / 129               |         |                                | 11 / 1 227(b)   |                               |                                  |  |
|      | Partido Verde da Inglaterra e do País de Gales Green Party of England and Wales                           |  | Siân Berry e Jonathan Bartley | Ecologismo, Progressismo, Pró-europeísmo                                                         | Esquerda                    | 1 / 591(f)        | 2 / 824           | 3 / 25                |                       | 0 / 60  |                                | 444 / 18 113(f) | 0 / 25                        | 0 / 40                           |  |
|      | Partido da Aliança da Irlanda do Norte Alliance Party of Northern Ireland                                 |  | Naomi Long                    | Liberalismo, Estado laico, Pró-Europeísmo                                                        | Centro                      | 1 / 18(c)         |                   |                       |                       |         | 7 / 90                         | 53 / 462(c)     |                               |                                  |  |
|      | Partido Unionista do Ulster Ulster Unionist Party                                                         |  | Doug Beattie                  | Unionismo, Conservadorismo, Liberalismo, Progressismo, Euroceticismo suave                       | Centro-direita              | 0 / 18(c)         | 2 / 824           |                       |                       |         | 10 / 90                        | 72 / 462(c)     |                               |                                  |  |
|      | Partido Verde Escocês em gaélico escocês: Pàrtaidh Uaine na h-Alba inglês: Scottish Green Party           |  | Patrick Harvie e Lorna Slater | Ecologismo, Ambientalismo, Independentismo escocês, Republicanismo, Europeísmo                   | Esquerda a Centro-esquerda  | 0 / 59(b)         |                   |                       | 8 / 129               |         |                                | 18 / 1 227(b)   |                               |                                  |  |
|      | Partido Verde da Irlanda do Norte Green Party in Northern Ireland                                         |  | Clare Bailey                  | Ecologismo, Ambientalismo, Europeísmo                                                            | Centro-esquerda             | 0 / 18(c)         | 0 / 824           |                       |                       |         | 2 / 90                         | 8 / 462(c)      |                               |                                  |  |
|      | Voz Unionista Tradicional Traditional Unionist Voice                                                      |  | Jim Allister                  | Conservadorismo, Conservadorismo social, Unionismo, Eurocepticismo, Direita cristã               | Direita                     | 0 / 18(c)         | 0 / 824           |                       |                       |         | 1 / 90                         | 6 / 462(c)      |                               |                                  |  |
|      | Pessoas Antes do Lucro People Before Profit                                                               |  | Liderança coletiva            | Socialismo, Trotskismo, Eurocepticismo                                                           | Esquerda a Extrema-esquerda | 0 / 18(c)         | 0 / 824           |                       |                       |         | 1 / 90                         | 5 / 462(c)      |                               |                                  |  |

### Partidos políticos sem representantes eleitos na Câmara dos Comuns, na Câmara dos Lordes e nos Parlamentos devolvidos
| Nome | Nome                                                          |  | Líder                    | Ideologia                                                          | Espectro                  | Governo local | Prefeitos diretamente eleitos | Policia e Comissários de Policia |
| ---- | ------------------------------------------------------------- |  | ------------------------ | ------------------------------------------------------------------ | ------------------------- | ------------- | ----------------------------- | -------------------------------- |
|      | Partido de Independência do Reino Unido UK Independence Party |  | Neil Hamilton (interino) | Eurocepticismo, Populismo, Liberalismo económico, Anti-imigração   | Direita a Extrema-direita | 14 / 19 698   | 0 / 25                        | 0 / 40                           |
|      | Reform UK                                                     |  | Richard Tice             | Conservadorismo, Nacionalismo britânico, Eurocepticismo, Populismo | Direita                   | 3 / 19 698    | 0 / 25                        | 0 / 40                           |

Notas:
↑(a)  Inclui os eleitos pelo Partido Cooperativista.
↑(b)  Refere-se apenas aos lugares atribuídos à Escócia.
↑(c)  Refere-se apenas aos lugares atribuídos à Irlanda do Norte.
↑(d)  O Sinn Fein opera uma política de abstencionismo e os seus deputados eleitos não tomam posse na Câmara dos Comuns.
↑(e)  Refere-se apenas aos lugares atribuídos ao País de Gales.
↑(f)  Refere-se apenas aos lugares atribuídos ao País de Gales e à Inglaterra.